# LAPONEエンタテインメント
株式会社LAPONEエンタテインメント（ラポネエンタテインメント、英: LAPONE ENTERTAINMENT Co., Ltd.）は、日本の芸能プロダクションおよびよしもとミュージック内のレコードレーベル。

## 概要
LAPONEエンタテインメントは、2019年5月29日に韓国のCJ ENMと日本の吉本興業の合弁会社として『PRODUCE 101 JAPAN』の合格者を組織し、管理するために設立された。CJ ENMは115億ウォン（日本円で約10億円）、吉本興業は50億ウォン（日本円で約4.4億円）を投資し、持分比率7対3とした。社名には、吉本興業が提唱する「Laugh & Peace（ラフ・アンド・ピース）」とCJ ENMの「ONLY ONE（オンリーワン）」の精神が込められており、それぞれの単語の文字を取って「LAPONE」と名付けられた。吉本興業のソウル支社に在籍していたチェ・シンファが代表取締役、CJ ENM Japanのチャン・ヒョクジンが最高執行責任者に任命された。同社は、アーティストのビデオ及びレコーディングの企画、制作、配信、販売を専門としている。アーティストが日常的に歌、ダンス、作詞作曲を学べるトレーニングシステムを提供し、韓国語、中国語、英語などの語学レッスンも取り入れている。CJ ENMと吉本興業の双方のリソースを利用して運営されており、吉本興業はローカル放送の募集やスケジュール調整などの日常的な管理を行い、CJ ENMはトレーニングと音楽制作を担当するが、プロデューサーは韓国と日本に限定されない。

## 歴史

### 2020年
- 3月4日 - 『PRODUCE 101 JAPAN』を通じて結成されたJO1がデビュー[11]。

### 2021年
- 6月 - 吉本興業は同社のセル・レンタル商品の営業・流通業務をユニバーサルミュージックジャパンに委託することを発表。LAPONEエンタテインメントを含む同社のリリースがユニバーサルミュージックジャパンによって行われることになった[12][13]。但しJO1等の一部の所属アーティストのリリースは依然としてソニー・ミュージックソリューションズによって行われている[12][14]。
- 11月3日 - シリーズ第2弾となる『PRODUCE 101 JAPAN SEASON 2』を通じて2組目のグループINIがデビュー[15][16]。
- 12月17日 - 練習生制度「LAPONE BOYS & LAPONE GIRLS」の導入と募集を開始[17]。『PRODUCE 101 JAPAN SEASON 2』の出場者であった寺尾香信、大久保波瑠、福田歩汰、平本健の4名が練習生として公開された[18]。

### 2022年
- 11月1日 - 所属アーティストの公式リズムゲームアプリ「SUPERSTAR LAPONE」の事前登録受付が開始。同月24日に正式リリースされた[19]。

### 2023年
- 1月1日 - 公式YouTubeチャンネル及び公式Twitterを開設[20]。
- 5月10日 - 練習生として事前に公開されていた上記の4名に新たに2名を加えた6人組ボーイズグループDXTEENがデビュー[21]。
- 5月30日・31日 - 東京都・有明アリーナにて事務所合同ライブ『LAPOSTA 2023（読み: ラポスタ）』を開催[22]。
- 11月29日、韓国の9人組ボーイズグループZEROBASEONEが所属アーティストとなったことを発表[23]。
- 12月16日 - 『PRODUCE 101 JAPAN THE GIRLS』を通じて事務所初のガールズグループME:Iが誕生。同時に、新プロジェクト「LAPONE GIRLS PROJECT（仮称）」の立ち上げを発表した[24]。

### 2024年
- 1月20日・21日 - 神奈川県・Kアリーナ横浜にて『LAPOSTA 2024』を開催[25]。
- 2月8日 - 新法人「株式会社LAPONE GIRLS」を設立（公式発表は2月15日）[26]。

### 2025年
- 1月27日 - 2月2日、JO1・INI・ME:I・DXTEEN・IS:SUEの合同ライブ『LAPOSTA 2025 Supported by docomo』を開催、うち1月31日 - 2月2日に東京ドーム公演を3公演開催[27]。

## 所属
| グループ - JO1 - INI - DXTEEN - ZEROBASEONE（日本運営限定） | →LAPONE GIRLSの所属タレントについては「 LAPONE GIRLS#所属 」を参照 |